# Hydroporus planatus
Hydroporus planatus är en skalbaggsart som beskrevs av Mannerheim 1853. Hydroporus planatus ingår i släktet Hydroporus och familjen dykare. Inga underarter finns listade i Catalogue of Life.